# Arjan Pisha
Arjan Pisha (Vlorë, 18 januari 1977) is een Albanees voetballer die voor Dinamo Tirana speelt. Pisha ruilde Dinamo in 2005 voor stadsgenoot SK Tirana. Na twee seizoenen keerde hij in 2007 terug naar Dinamo Tirana.

## Statistieken
| Seizoen | Club          | Competitie          | Wedstrijden | Doelpunten |
| ------- | ------------- | ------------------- | ----------- | ---------- |
| 2002/03 | Dinamo Tirana | Kategoria Superiore | 21          | 1          |
| 2003/04 | Dinamo Tirana | Kategoria Superiore | ?           | ?          |
| 2004/05 | Dinamo Tirana | Kategoria Superiore | ?           | ?          |
| 2005/06 | SK Tirana     | Kategoria Superiore | ?           | ?          |
| 2006/07 | SK Tirana     | Kategoria Superiore | ?           | ?          |
| 2007/08 | Dinamo Tirana | Kategoria Superiore | 3           | 0          |